# Szín-sar-iskun
Szín-sar-iskun:"Szín megalapította (?) a királyt" (uralkodott Kr. e. 627(?) – Kr. e. 612) az Újasszír Birodalom utolsó legitim uralkodója volt. Az Assur-bán-apli halálát követő zűrzavaros időszakban – egyes kutatók szerint Kr. e. 627-ben, amikor hadvezér volt Babilóniában – jutott hatalomra fivére, Assur-etelli-iláni és a trónkövetelő eunuch, Szín-sum-lisir ellenében.
Uralkodása jobban dokumentált testvéréénél. (A testvéri viszony problémát vet fel: számos szöveg arra utal, hogy Szín-sar-iskun volt a kisebb, ám ez utóbbi felirataiban gyakran az ikertestvérét említi Assur-etelli-ilániról szólva.) Számos építkezéséről, illetve általa kezdeményezett felújításról tudunk, például a ninivei alabástrom-épület (talán Szín-ahhé-eríba palotájának egy része), az assuri Assur-templom és a kalhui Tasmétum-szentély újjáépítése kötődik hozzá.
Eközben Babilóniában már Kr. e. 626 óta dúlt a harc a kháld Nabú-apal-uszur vezetésével. Úgy tűnik, hogy bár a terület nagy része már kezdettől fogva elveszett Asszíria számára, a két legnagyobb, kiváltságos helyőrség, Nippur és Uruk, a Perzsa-öböl kereskedelmének kulcsa még sokáig ellenállt. Nippur Kr. e. 617-ben esett el, Uruk pedig csak Kr. e. 616-ban, miután többször gazdát cserélt. Ebben az évben Nabú-apal-uszur már betört Szíriába, legyőzve egy asszír-iráni sereget. A helyzetet látva Egyiptom szövetséget kötött az ősellenség Asszíriával, és segítséget küldött neki. A kháld lázadó kicsúszott üldözői kezéből, és Arrapha (ma Kirkuk) városánál ismét megverte az asszírokat.
Kr. e. 615-ben a babiloni király az ősi főváros, Assur ellen vonult. Az asszír ellencsapás Takritainig (ma Tikrit) szorította vissza, azonban a várost már tartani tudta, hiába ostromolta Szín-sar-iskun 10 napig rendkívüli vehemenciával. Kr. e. 614-ben aztán új, félelmetes ellenség jelent meg a színen: az iráni médek Küaxarész (akkádul Umakistar) vezetésével ebben az évben elárasztották Asszíriát, és sikertelenül megostromolták Kalhut és Ninivét. Tarbiszu és Assur viszont elesett. Nabú-apal-uszur hadai későn érkeztek, amikor már minden eldőlt, de szövetséget kötöttek a médekkel. A kháld király fia, a későbbi II. Nabú-kudurri-uszur elvette feleségül Küaxarész lányát, Amüitiszt.
Kr. e. 613-ban Szín-sar-iskun megpróbálta rendezni erőit. Szövetségeseire, a szkítákra bízta a keleti, méd frontot, ő maga pedig a babiloni rivális ellen indult. Ekkor érte el utolsó sikerét az asszír hadsereg: bevette Anat városát. Ez azonban már nem menthette meg a birodalmat a pusztulástól: Kr. e. 612-ben egyesült méd-babiloni támadás indult a nomád manda törzs segítségével, amelyben három hónapnyi ostromot követően bevették és lerombolták Ninivét.
Szín-sar-iskun sorsa bizonytalan, bár a legtöbb forrás arra utal, hogy palotája lángjai közé vetette magát, látva az elkerülhetetlent.
Az asszír adminisztráció és hadsereg egy része Egyiptom égisze alatt még néhány évig megpróbált ellenállni az utolsó király, az ismeretlen származású II. Assur-uballit vezetésével, ám kilátástalan harcuk eredménye már Szín-sar-iskun idejében eldőlt.